# عقيدة العوام
عقيدة العوام هي منظومة في علم العقيدة وأصول الدين للشيخ أحمد المرزوقي المالكي حَوَت خلاصة عقيدة الأشاعرة المنتمين لأهل السنة والجماعة.

## سبب تأليف المنظومة
نقل العلماء عن النّاظم قصة في سبب نَظمه هذه المنظومة، وهي: أن الناظم رأى النبي ﷺ في المنام آخر ليلة الجمعة من أول جمعة من شهر رجب سنة 1258هـ، وأصحابة رضي الله عنهم واقفون حوله. وقال له النبي ﷺ: (اقرأ منظومة التوحيد التي من حفظها دخل الجنة، ونال المقصود من كل خير وافق الكتاب والسنة، فقال له: وما تلك المنظومة يا رسول الله؟ فقال الأصحاب له: اسمع مِنْ رسول الله ما يقول، فقال رسول الله ﷺ: قل: أبدأُ باسم الله والرحمن، فقال: أبدأ باسم الله والرحمن، إلى آخرها وهو قوله:
والرسول ﷺ يسمعه، فلما استيقظ من منامه قرأ ما رآه في منامه، فوجده محفوظاً عنده من أوله إلى آخره. ثم لما كانت ليلة الجمعة 28 من شهر ذي القعدة رأى الناظم النبي ﷺ مرة ثانية وقت السحر في المنام، فقال له النبي ﷺ: (اقرأ ما جمعتَه) – أي في قلبك – فقرأه من أوله إلى آخره وهو واقف بين يديه وأصحابة رضي الله عنهم واقفون حوله يقولون آمين بعد كل بيت من المنظومة، فلما ختم قراءته قال له النبي ﷺ: وفقك الله تعالى لما يرضيه، وَقَبِلَ منك ذلك، وبارك عليك وعلى المؤمنين، ونفع بها العباد، آمين. ثم سُئل الناظم بعد اطلاع الناس على تلك المنظومة فأجاب سؤالهم، فزاد عليها منظومة من قوله:
إلى آخر الكتاب.
قال الأستاذ محمد إحياء علوم الدين (مدير معهد نور الحرمين في إندونيسيا) تلميذ الشيخ محمد علوي المالكي: «هذا ما أخبر به المؤلف عن نفسه، ونحن نقلناه بِنَصِه والعُهدة على الراوي».

## شروح المنظومة
شرح هذه المنظومة عدد من العلماء:
1. وأول من شرحها الشيخ أحمد المرزوقي نفسه في كتاب سماه (تحصيل نيل المرام لبيان منظومة عقيدة العوام).
2. وشرحها الشيخ عبد الله أحمد أبو الخير مرداد الحنفي في حاشية له على شرح السيد أحمد المرزوقي على منظومته وقد سماها (فيض الملك العلام).
3. وشرحها الشيخ يوسف بن عبد الرحمن السنبلاويني الشرقاوي المكي الشافعي في حاشية له على شرح الناظم.
4. وشرحها الشيخ محمد نووي الجاوي الشافعي بكتاب سماه (نور الظلام شرح منظومة عقيدة العوام).
5. وشرحها الشيخ أحمد القطعاني العيساوي في كتاب سماه (تسهيل المرام لدارس عقيدة العوام).
6. وشرحها العلامة القاضي أسد حمزة عبد القادر الأوسي الحسني الحنفي الماتريدي في كتاب سماه (نيل المرام شرح عقيدة العوام).
7. وشرحها الشيخ المحدث محمد علوي المالكي في كتاب (جلاء الأفهام شرح عقيدة العوام) جمعه تلميذه الأستاذ محمد إحياء علوم الدين (مدير معهد نور الحرمين في إندونيسيا).
8. وشرحها الشيخ محمد بن علي باعطية في كتاب سماه (موجز الكلام شرح عقيدة العوام).
9. وشرحها الشيخ الدكتور مراد عبد الله الجنابي في كتاب سماه (سعادة الأنام بشرح عقيدة العوام).
10. وشرحها الأستاذ شهاب الدين أحمد بن أحمد الزويّ المتوفى سنة 1418 هـ في كتاب سماه (فيض السلام على عقيدة العوام). كتبه المؤلّف ليكون مقرراً سهلاً لطلاب الزوايا الدينية، معيناً لهم على حفظ وفهم المنظومة، المؤلّفة وفق عقائد أهل السنّة والجماعة الأشاعرة، بالإضافة إلى أنّها تحوي الحديث عن سيرة النبي ﷺ، وما ينبغي أن يُعلم من شؤونه وأبناءه وأزواجه وبعثته ومتعلّقات ذلك. وممّا قاله المؤلّف في ذلك:[6]

## وصلات خارجية
- صفحة الكتاب علي جودريدز
- متن عقيدة العوام للسيد أحمد المرزوقي المالكي[وصلة مكسورة]
- نور الظلام شرح منظومة عقيدة العوام[وصلة مكسورة]
- تسهيل المرام لدارس عقيدة العوام نسخة محفوظة 28 نوفمبر 2017 على موقع واي باك مشين.